# Lièpvre
Lièpvre (Duits: Leberau) is een gemeente in het Franse departement Haut-Rhin (regio Grand Est). De plaats maakt deel uit van het arrondissement Colmar-Ribeauvillé. Lièpvre telde op 1 januari 2022 1.647 inwoners.

## Geografie
De oppervlakte van Lièpvre bedroeg op 1 januari 2022 12,55 vierkante kilometer; de bevolkingsdichtheid was toen 131,2 inwoners per km².

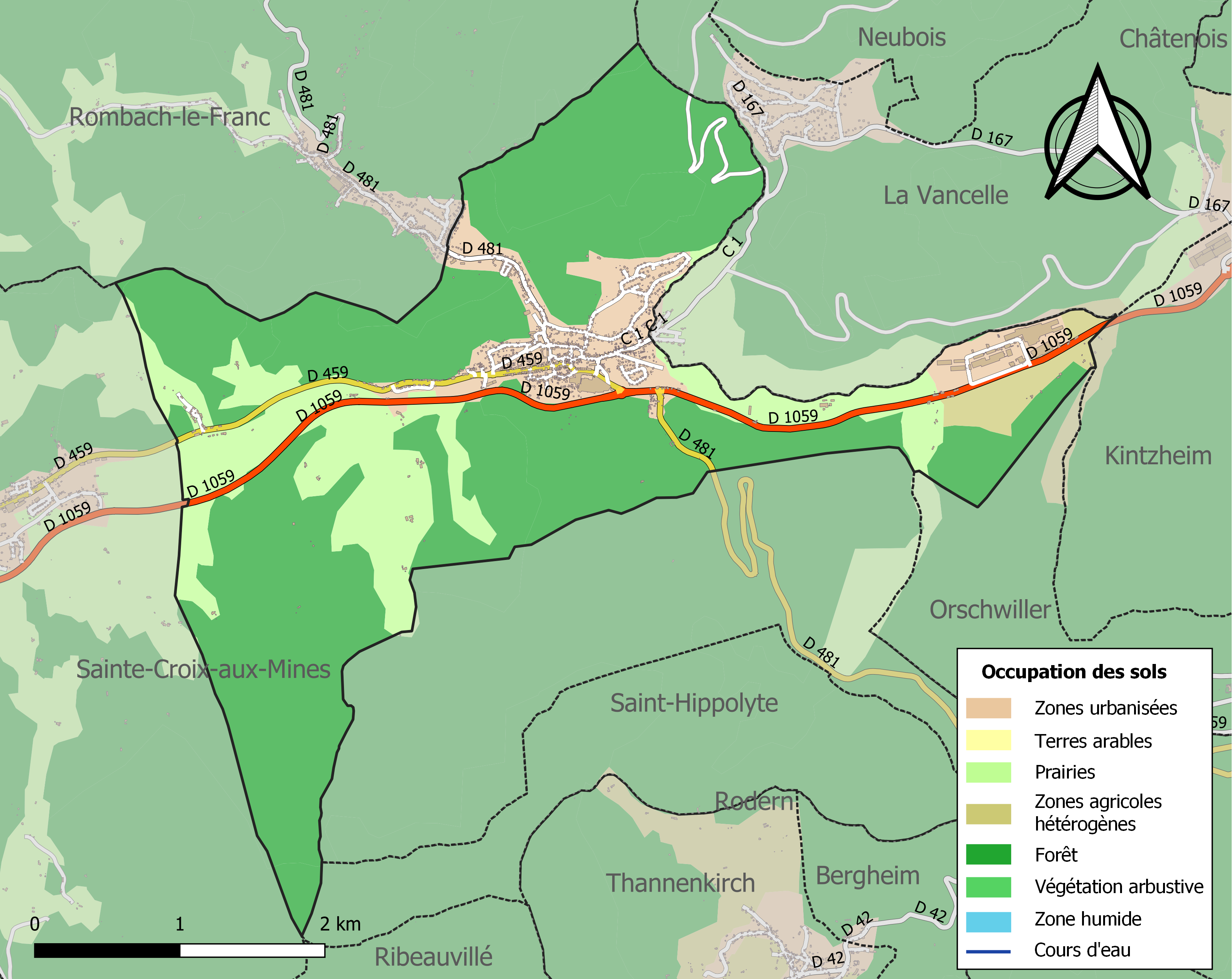
Kaart van de gemeente met de belangrijkste infrastructuur, bodemgebruik en omliggende gemeenten

## Demografie
Onderstaande figuur toont het verloop van het inwonertal (bron: INSEE-tellingen).